# 12287 Langres
12287 Langres (1991 GH5) là một tiểu hành tinh vành đai chính được phát hiện ngày 8 tháng 4 năm 1991 bởi E. W. Elst ở Đài thiên văn Nam Âu.